# Une dent sous Louis XV
Une dent sous Louis XV est un monologue d'Eugène Labiche, représenté pour la 1re fois à Paris au Théâtre du Palais-Royal le 15 février 1849.
- Collaborateur Auguste Lefranc.
- Editions Michel Lévy frères.

## Distribution
Un seul personnage : Ravel